# Petrus Gonsalvus
Petrus Gonsalvus (španělsky: Pedro González) (kolem 1537 Tenerife – kolem 1618, Capodimonte) byl dvořan na francouzském a italském dvoře, který se narodil se vzácným onemocněním zvaným hypertrichóza, někdy nazývaným jako „vlkodlačí syndrom“, který způsobuje nadměrný růst ochlupení po celém těle včetně obličeje. Jedná se o první zdokumentovaný případ hypertrichózy. Italský lékař a přírodovědec Ulisse Aldrovandi ho nazval „mužem z lesa”. Kvůli svému postižení se stal během svého života slavným, ačkoli nikdy nebyl považován za plnohodnotnou lidskou bytost. Jeho život je pokládán za jednu z možných inspirací pro pohádku Kráska a zvíře.

## Životopis
Narodil se na Tenerife. V roce 1547 se dostal na dvůr francouzského krále Jindřicha II. jako dar k jeho korunovaci. Byl považován za kuriozitu, poloviční zvíře a polovičního člověka, divého muže. Po příjezd vzbudil u dvora veliké vzrušení, ačkoli nejdříve byl „divý muž“ umístěn do sklepení, kde byl podroben vyšetření dvorním lékařem. Nebyl divoký a neprojevoval žádné známky divokosti přisuzované divým lidem a nebyl ani mužem, nýbrž chlapcem. Po prohlídce lékař usoudil, že by Pedro neměl být považován za divokého a bylo mu dáno nové latinské jméno Petrus Gonsalvus. Král rozhodl o jeho propuštění ze sklepení a nabídl mu formální vzdělání vhodné pro chlapce u dvora. Petrus, který byl velmi inteligentní a mluvil třemi jazyky, svým vzděláním převyšoval jiné dvořany. Po smrti krále v roce 1559 se jeho žena Kateřina Medicejská stala regentkou a převzala všechny jeho předchozí záležitosti. Pokračujíc v malém experimentu svého manžela, se rozhodla, že by se měl Petrus oženit. Jeho manželkou se stala Kateřina, dcera jednoho z králových sluhů. Narodilo se jim sedm dětí, z nichž čtyři byly postižené hypertrichózou. Rodina byla posílána na různé evropské dvory, pro zábavu šlechtických rodin a stávali se také objektem různých zdravotních prohlídek a bádání, která kromě mnoho dalších prováděl Ulisse Aldrovandi. Nakonec se rodina usadila v Itálii u dvora Alexandera Farnese, vévody z Parmy, který jim udělil do správy panství. Poslední zmínka o Gonsalvovi pochází z roku 1617, kdy je jmenovaný jako účastník křtu svého vnuka. Petrus Gonsalvus zemřel kolem roku 1618 v Capodimente poblíž Říma. Místo kde je pohřben není známo.
Gonsalvus a jeho děti byli velmi často malováni. Obraz Petruse Gonsalva se spolu s dalšími portréty lidí s hirsutismem nachází ve sbírkách kuriozit na zámku Ambras. Hypertrichóza je někdy také nazývána jako Ambrasův syndrom.

## Galerie

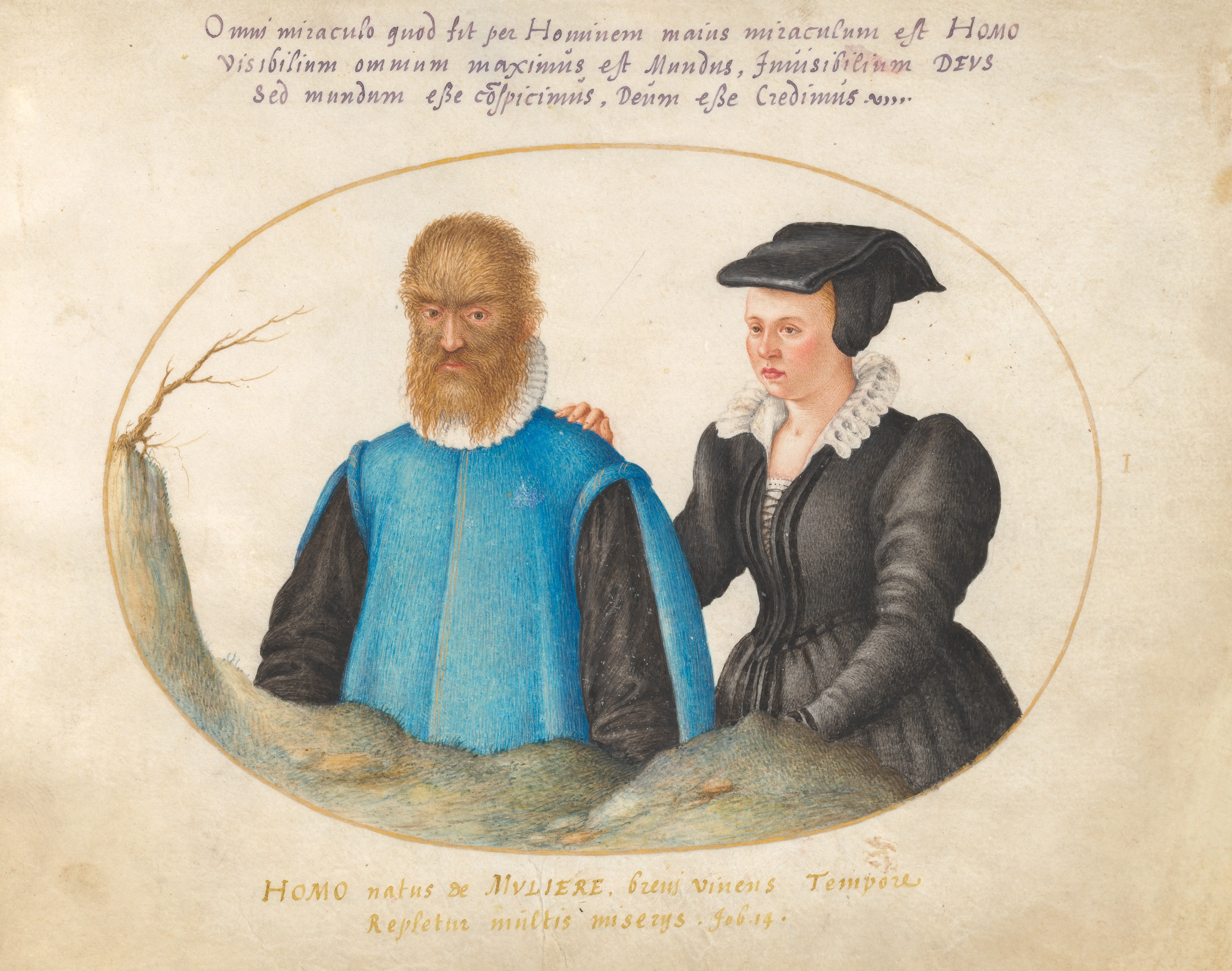
Petrus Gonsalvus a jeho žena Kateřina, Joris Hoefnagel
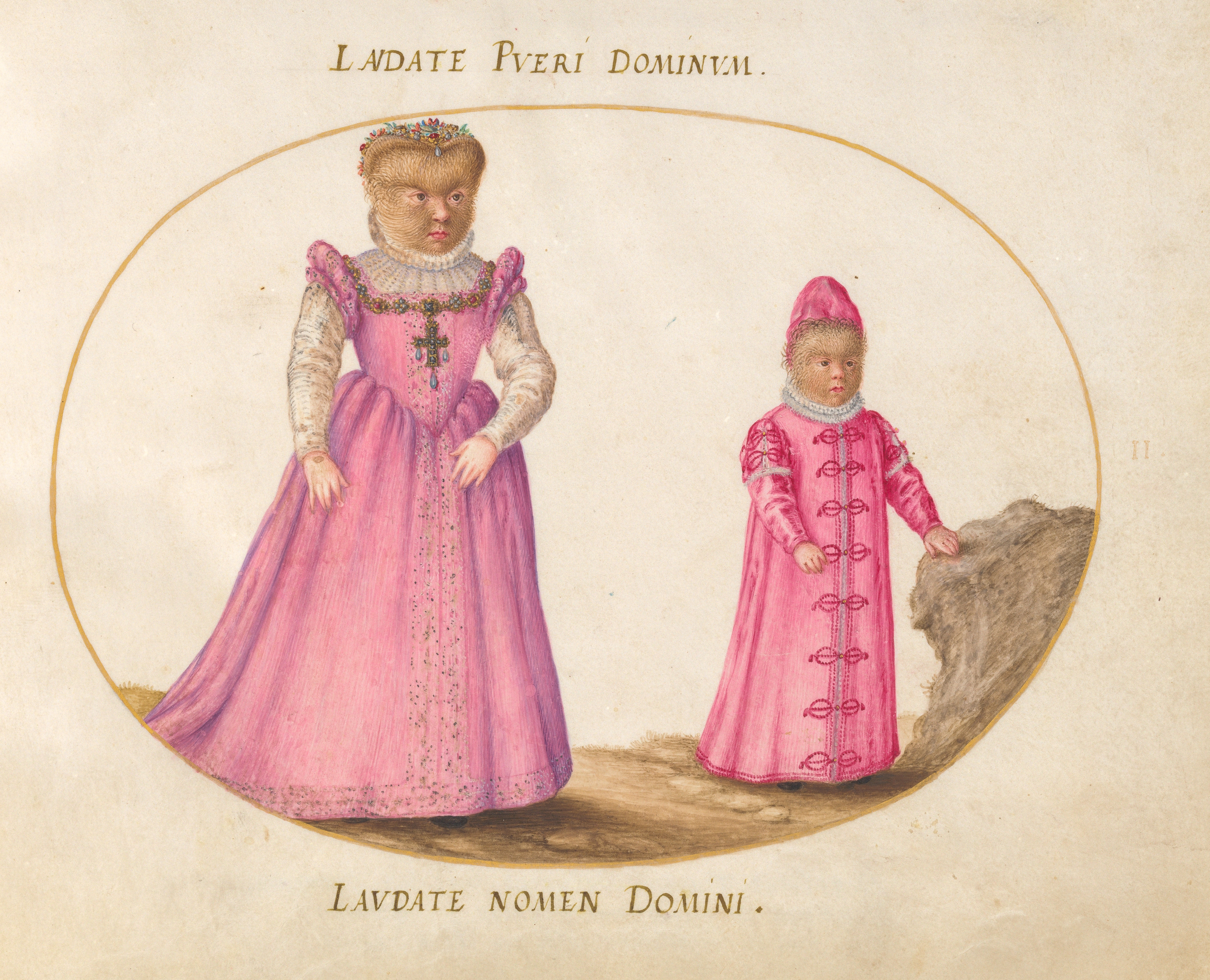
Děti Petruse Gonsalva, Joris Hoefnagel
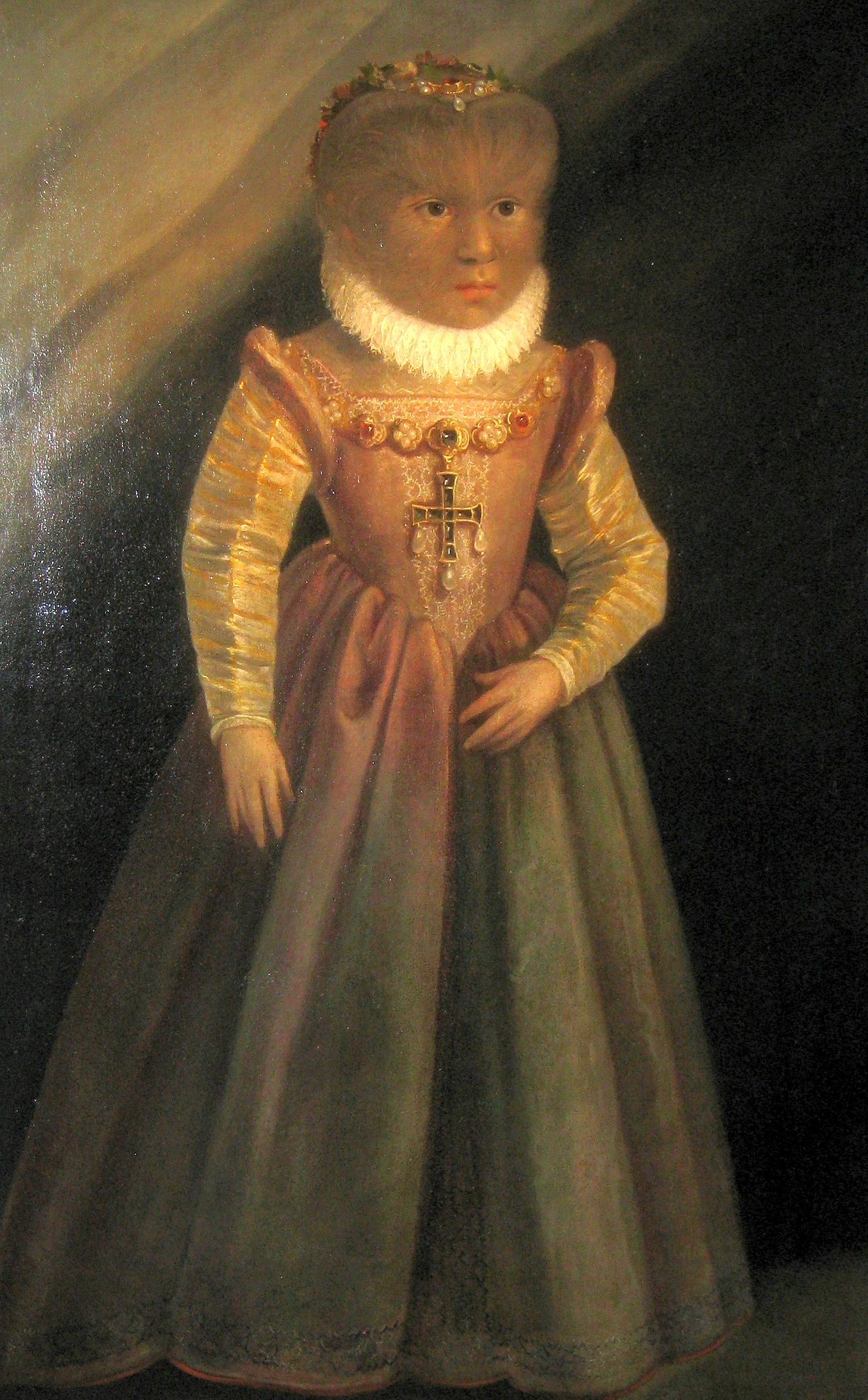
Madelene Gonsalvus, 1580, zámek Ambras
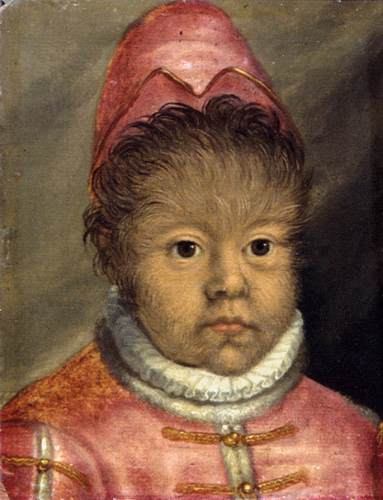
Jindřich Gonsalvus, zámek Ambras
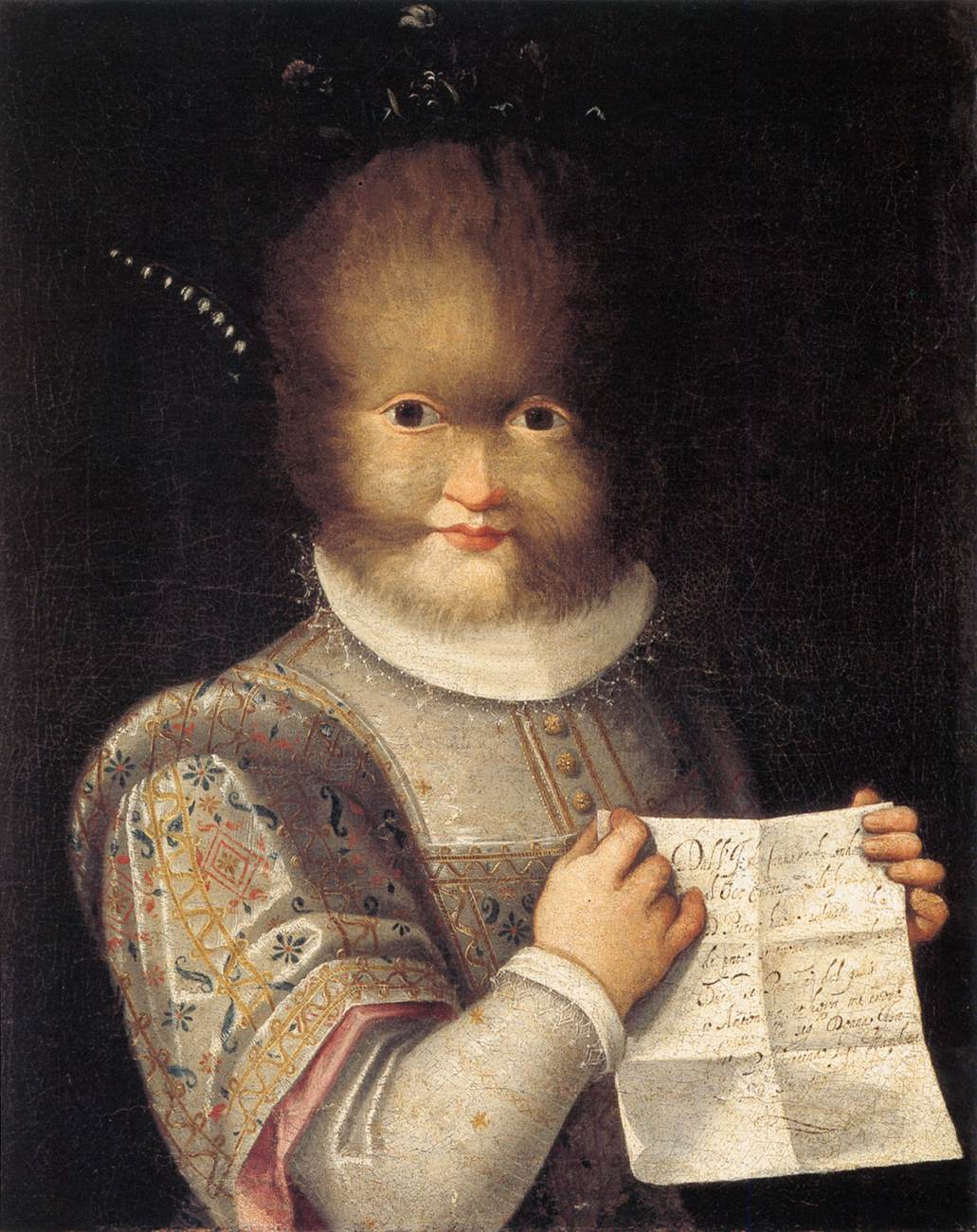
Portrét Antonietty Gonsalvus, Lavinia Fontana